# Guerra civile bizantina del 1373-1379
La guerra civile bizantina del 1373-1379 è stata una guerra civile che ha visto contrapporsi il principe Andronico IV Paleologo a suo padre, l'imperatore Giovanni V, e che si è trasformata in una guerra civile bizantina-ottomana quando Andronico si alleò con Savci Bey, principe ottomano anche lui in rivolta contro suo padre, il sultano Murad I. 
La guerra si concluse con la sconfitta dei ribelli, ma accelerò la decadenza dell'Impero bizantino, che entrò nella sfera d'influenza di quello ottomano e, in seguito, non fu più in grado di contenerne le mire espansionistiche.

## Antefatti

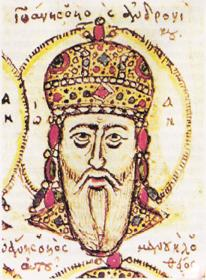
L'imperatore Giovanni V Paleologo come raffigurato in un manoscritto del XV secolo

Nel 1354 Giovanni V Paleologo rimase l'unico imperatore di Bisanzio, e la sua politica filo-europea, la sua conversione al cattolicesimo romano dall'ortodossia, religione maggioritaria del suo popolo, e le concessioni territoriali, ad esempio la vendita di Eraclea del Ponto, ultimo porto bizantino in Anatolia, a Venezia, crearono un clima di sfiducia e divisione che favorì, fra le altre cose, l'invasione ottomana della Tracia nel 1360, che si concluse cinque anni dopo con la presa di Adrianopoli, ribattezzata Edirne. 
Nel 1369, Giovanni V, in cerca di aiuto, si recò prima a Roma, da papa Urbano V, e poi a Venezia, con cui strinse un accordo che prevedeva la cancellazione dei debiti veneziani e la cessione a loro favore dell'isola bizantina di Tenedo. Durante il viaggio, affidò l'impero ai due figli Andronico IV e Manuele II, che governavano rispettivamente da Costantinopoli e da Tessalonica. Andronico si rifiutò di consegnare Tenedo come da accordi, e di conseguenza i veneziani trattennero Giovanni per due anni, fino a quando Manuele non riuscì a riscattarlo.

## Svolgimento

### Primo conflitto: 1373
Nel 1373, Andronico IV, risentito per l'accettazione da parte di suo padre di uno status tributario verso l'impero ottomano, entrò in aperta ribellione contro Giovanni V, ben presto affiancato dal principe ottomano Savci Bey, anche lui in rivolta contro suo padre, il sultano Murad I. 
I due approfittarono del fatto che i loro padri fossero impegnati in una campagna militare in Anatolia per tentare di prendere il potere, ma la rapida risposta di Murad I fece sì che la ribellione venisse stroncata in un'unica battaglia, combattuta a sud-ovest di Costantinopoli. La debolezza dell'esercito bizantino fece sì che il merito ricadesse quasi esclusivamente su Murad, il quale, fra l'altro, aveva convinto le armate di Savci a disertare. 
Dopo la sconfitta i due principi fuggirono a Didymoteicho, ma furono catturati. Murad accecò suo figlio, e pretese che Giovanni facesse lo stesso con Andronico e col figlio di lui, Giovanni, all'epoca ancora un bambino, ma l'imperatore decise di accecarli da un solo occhio piuttosto che da entrambi. Murad avrebbe in seguito giustiziato Savci, mentre Andronico fu solo diseredato a favore di suo fratello Manuele II.

### Seconda conflitto: 1376-1379
Dopo la sconfitta di Andronico, Giovanni V rispettò l'accordo con Venezia e cedette loro Tenedo, attirando però l'ostilità di Genova, con la quale Venezia era in guerra. 
Così, nel 1376, i genovesi, tramite la loro colonia a Galata, liberarono e armarono Andronico con truppe ottomane. Questa volta, Andronico riuscì a conquistare Costantinopoli e a imprigionare suo padre e suo fratello Manuele, e in seguito assegnò Tenedo a Genova e cedette Gallipoli agli ottomani. 
Di conseguenze, Venezia dichiarò guerra. A quel punto, a Costantinopoli c'erano ben quattro imperatori, contando Giovanni VII, figlio di Andronico, e almeno tre potenze estere a contendersi il potere sull'impero bizantino. Nel 1379 gli alleati veneziani riuscirono a fare evadere Giovanni V e Manuele II, che furono accolti da Murad I. In cambio della cessione di Filadelfia agli ottomani, della conferma agli stessi della penisola di Gallipoli e della restituzione di Tenedo ai veneziani, Murad e la Venezia affrontarono Andronico, lo sconfissero e reinsediarono sul trono Giovanni e Manuele. 

## Conseguenze
Dopo la perdita di Costantinopoli, Andronico si rifugiò a Galata, dove per due anni riuscì a non cedere tenendo in ostaggio sua madre, Elena Cantacuzena, e suo nonno, il padre di lei Giovanni VI. Tuttavia, nel 1381, lui e Giovanni V si riappacificarono e firmarono un trattato che permise il rilascio degli ostaggi e il rientro di Andronico. 
Nel frattempo, anche Venezia e Genova stipularono la pace e fu deciso di trasformare Tenedo in un territorio neutrale, trasferendo altrove le popolazioni e distruggendone le fortificazioni. 
Il conflitto segnò anche un ulteriore passo nella decadenza dell'Impero bizantino, che in seguito non fu più in grado di contenere le mire espansionistiche dei suoi vicini ottomani. Meno di un secolo dopo, nel 1453, l'Impero bizantino cesserà di esistere per mano del sultano ottomano Mehmed II, che conquisterà Costantinopoli, facendone la nuova capitale dell'Impero ottomano. Resterà tale fino alla dissoluzione dell'Impero dopo la prima guerra mondiale. 